# Notopygus fulvipes
Notopygus fulvipes är en stekelart som beskrevs av Vollenhoven 1878. Notopygus fulvipes ingår i släktet Notopygus och familjen brokparasitsteklar. Inga underarter finns listade i Catalogue of Life.